# カートゥーン・ヒーローズ〜ベスト・オブ・AQUA
『カートゥーン・ヒーローズ〜ベスト・オブ・AQUA』（Cartoon Heroes: The Best of Aqua）は、2002年にリリースされたアクアのベスト・アルバムである。

## 概要
本作は日本のみで発売された。

## 収録曲
1. カートゥーン・ヒーローズ - Cartoon Heroes
2. ドキドキ・フライデイ - Freaky Friday
3. 愛しのバービー・ガール - Barbie Girl
4. ときめきダンディ・ダディダ (ローゼズ・アー・レッド) - Roses Are Red
5. バンブル・ビー - Bumble Bee
6. ドクター・ジョーンズ - '’Doctor Jones
7. アラウンド・ザ・ワールド - Around the World
8. キャンディマン - Lollipop (Candyman)
9. 火星からカミン・バック - Back from Mars
10. ハッピー・ボーイズ&ガールズ - Happy Boys & Girls
11. マイ・オー・マイ - My Oh My
12. ハロウィーン - Halloween
13. コーリング・ユー - Calling You
14. アン・アップル・ア・デイ - An Apple a Day
15. ターン・バック・タイム - Turn Back Time
16. カートゥーン・ヒーローズ（ハンペンバーグ・リミックス）- Cartoon Heroes (Hampenberg Remix)